# Александру Бурчану
Александру Бурчану (рум. Alexandru Bourceanu, нар. 24 квітня 1985, Галац) — румунський футболіст, захисник, опорний півзахисник клубу «Стяуа» та національної збірної Румунії.
Дворазовий Чемпіон Румунії. 

## Клубна кар'єра
У дорослому футболі дебютував 2004 року виступами за команду клубу «Дунеря» (Галац), в якій провів чотири сезони, взявши участь у 96 матчах чемпіонату. 
Згодом з 2008 по 2011 рік грав у складі команд клубів «Оцелул» та «Тімішоара».
Своєю грою за останню команду привернув увагу представників тренерського штабу клубу «Стяуа», до складу якого приєднався 2011 року. Відіграв за бухарестську команду наступні три сезони своєї ігрової кар'єри. Більшість часу, проведеного у складі «Стяуа», був основним гравцем захисту команди.
У лютому 2014 року уклав контракт на 3,5 роки з турецьким «Трабзонспором». Проте, провівши за новий клуб лише 12 ігор, того ж року повернувся до «Стяуа» на умовах оренди.

## Виступи за збірну
2009 року дебютував в офіційних матчах у складі національної збірної Румунії. Наразі провів у формі головної команди країни 27 матчів.

## Титули і досягнення
- Чемпіон Румунії (2):

«Стяуа»: 2012-13, 2014-15
- Володар Суперкубка Румунії (1):

«Стяуа»: 2013
- Володар Кубка Румунії (1):

«Стяуа»: 2014-15
- Володар Кубка румунської ліги (2):

«Стяуа»: 2014-15, 2015-16